# لايافالول (مدينة)
لايافالول (بالإسبانية: Llavallol)‏ هي منطقة سكنية تقع في الأرجنتين في Lomas de Zamora Partido. يقدر عدد سكانها بـ 41,463 نسمة وترتفع عن سطح البحر 16 متر.

## معرض صور

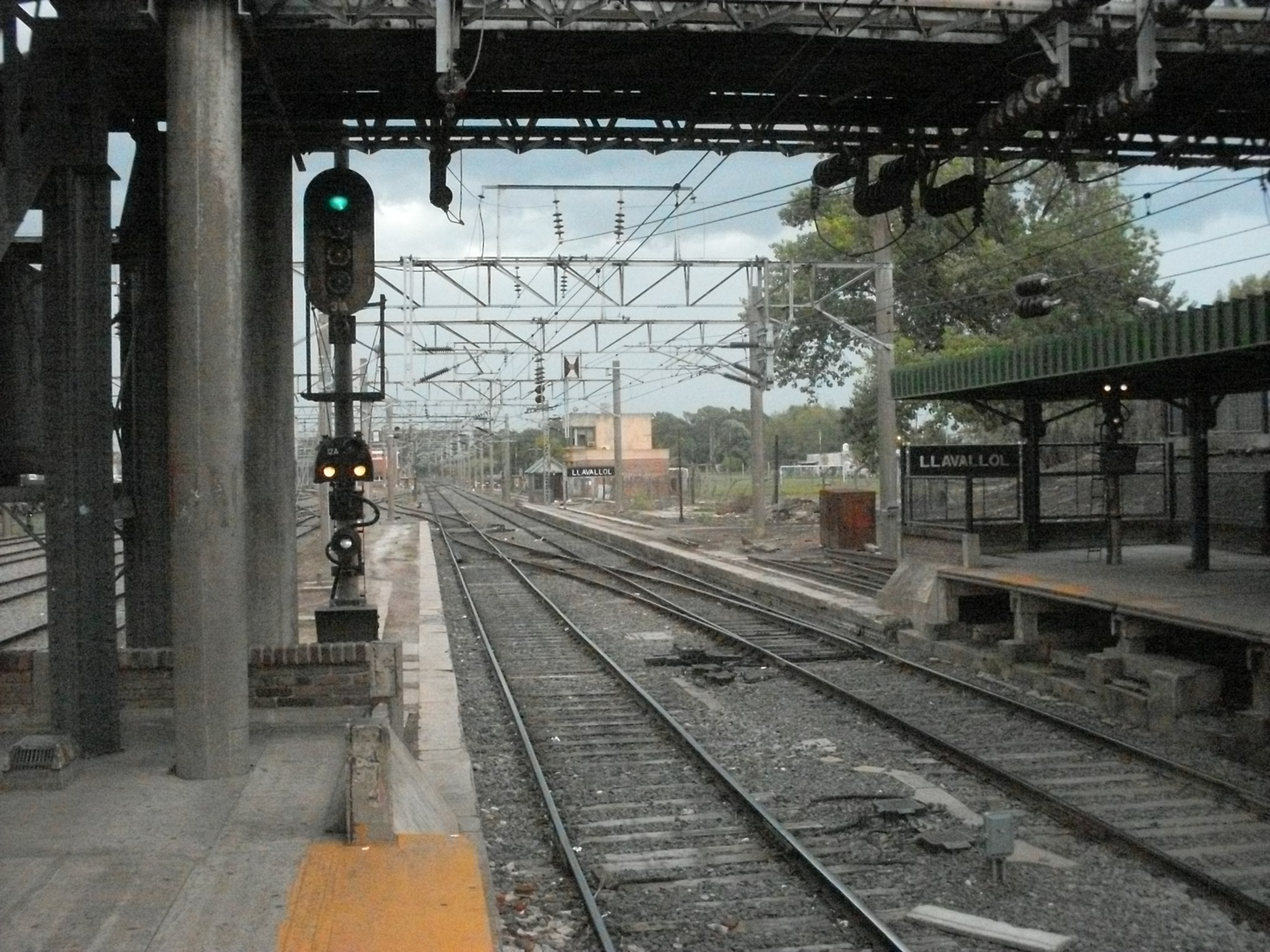
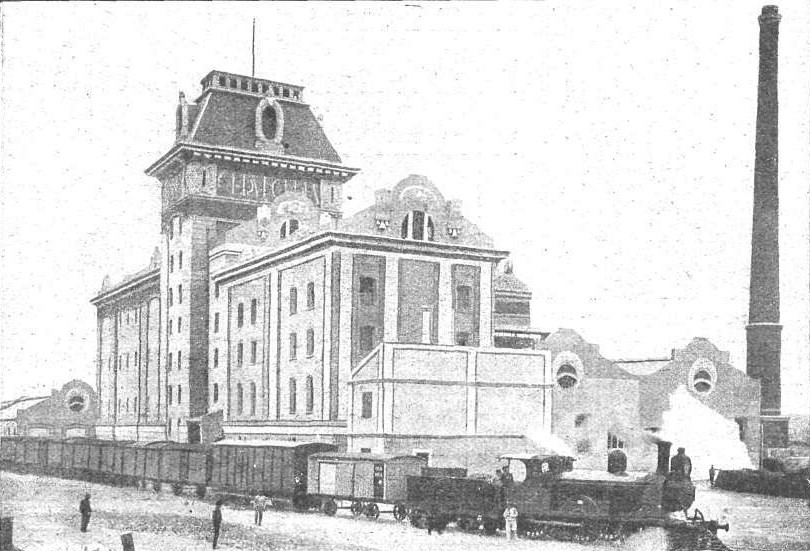
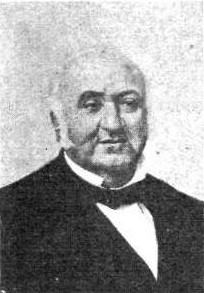
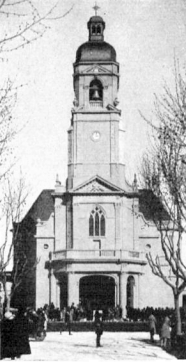
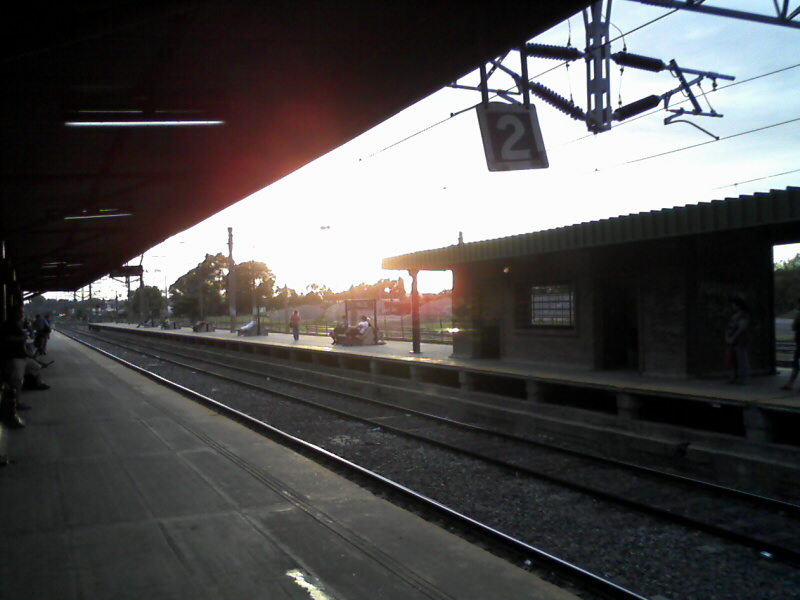

## أعلام
- كلاوديو أوكونور